# Cripples, Bastards, and Broken Things
"Cripples, Bastards, and Broken Things"  (em português:  "Aleijados, Bastardos e Coisas Quebradas") é o quarto episódio da série da HBO, Game of Thrones. Foi ao ar em 8 de maio de 2011. O episódio foi escrito por Bryan Cogman e dirigido por Brian Kirk.
O enredo gira em torno da investigação de Eddard Stark sobre a repentina morte de seu predecessor como Mão do Rei. Enquanto isso, Jon Snow defende um novo recruta na Muralha e Viserys fica ainda mais frustrado quando os dothraki chegam a Vaes Dothrak.
O título do episódio vem de uma fala do livro que foi mantida no roteiro, dita por Tyrion Lannister após ele inesperadamente ajudar Bran Stark ao dar as plantas de uma sela que permitirá que ele cavalgue: "Eu tenho um fraco no meu coração por aleijados, bastardos e coisas quebradas".

## Enredo

### Em Porto Real
Lorde Eddard Stark (Sean Bean) começa sua secreta investigação sobre a morte da antiga Mão do Rei. Questionando o Grande Meistre Pycelle (Julian Glover), que cuidou da Mão durante seus últimos dias, ele descobre que as últimas palavras de Jon Arryn foram "a semente é forte", e que ele estava lendo um livro chamado "As Linhagens e Histórias das Grandes Casas dos Sete Reinos".
Ajudado por Mindinho (Aidan Gillen) e sua rede de informantes, ele segue mais duas pistas relacionadas aos últimos dias de seu predecessor. Ele interroga um aprendiz de ferreiro que Jon Arryn havia visitado; devido a sua semelhança com o Rei Robert, Eddard deduz que o jovem é um filho bastardo do Rei. Ele também tenta obter informações com o antigo escudeiro de Arryn, agora cavaleiro, porém ele é morto enquanto competia em um torneio em honra de Eddard. O cavaleiro responsável por esse aparente acidente é Sor Gregor Clegane (Conan Stevens), também conhecido como "a Montanha" devido a sua estatura, um vassalo dos Lannister e o irmão de Cão de Caça.

### Além do Mar Estreito
A horda dothraki chega na cidade de Vaes Dothrak. Viserys (Harry Lloyd) está bravo por que Drogo (Jason Momoa) ainda não lhe deu o comando de um exército para conquistar os Sete Reinos como havia sido combinado. Quando ele interpreta erroneamente um chamado de sua irmã Daenerys (Emilia Clarke) como uma ordem, ele fica furioso e a ataca. Porém, pela primeira vez, Daenerys revida e ameaça cortar as mãos de seu espantado irmão se ele machucá-la novamente. Mais tarde em uma conversa com Sor Jorah Mormont (Iain Glen), ela percebe que Viserys não seria um bom Rei e que ele não vai voltar para Westeros.

### Na Muralha
A Patrulha da Noite recebe Samwell Tarly (John Bradley-West), um novo recruta que rapidamente se torna alvo de intimidações por parte do mestre-em-armas, Sor Alliser Thorne (Owen Teale). Sam é gordo, covarde e desajeitado, que foi forçado por seu pai a vestir o Negro e renunciar sua herança por ser considerado indigno. Jon Snow (Kit Harington) defende Sam e convence o resto dos recrutas a não machucá-lo, muito para a ira de Sor Alliser. Os veteranos da Patrulha da Noite avisam que quando o inverno chegar, eles não terão nenhuma chance de sobreviver.

### Em Winterfell
Tyrion (Peter Dinklage) para em Winterfell ao retornar para Porto Real depois de sua visita a Muralha. Porém ele não é bem recebido pelo Lorde interino Robb Stark (Richard Madden), que suspeita que os Lannister estão por trás da queda de Bran (Isaac Hempstead-Wright) e a subsequente tentativa de assassinato.
Mais ao sul, Tyrion e seu pequeno séquito param para passar a noite em uma estalagem. Ele reconhece Lady Catelyn Stark (Michelle Fairley) disfarçada. Com seu disfarce desfeito, ela pede a ajuda dos vassalos de seu pai presentes na estalagem para prender Tyrion e levá-lo a julgamento.

## Produção

### Roteiro
"Cripples, Bastards, and Broken Things" é o primeiro episódio da série a não ser escrito pelos criadores do programa e produtores executivos, David Benioff e D. B. Weiss. O roteiro foi escrito por Bryan Cogman, baseado no livro original de George R. R. Martin.

"Ainda bem, quando a oportunidade apareceu para o roteiro ser escrito, os caras falaram, 'Bem, ninguém conhece estes personagens melhor que Bryan. Vamos dar uma chance a ele'. Eu achei que era apenas um exercício quando David veio e perguntou se eu queria ficar com o quarto episódio, eu disse, 'Ah! Bem, isso é legal, tentando dar algo para eu fazer.'
Nós estávamos então na pós-produção do piloto e eu não tinha muito o que fazer naquele momento, então eu achei que era um belo gesto. Então fui para casa e escrevi, então eu disse, 'Bem, ai está, este é o episódio 4'."

— Bryan Cogman
Cogman trabalhou no piloto de Game of Thrones, "Winter Is Coming", como assistente de roteiro e foi contratado para toda a série como editor de roteiros e não-oficialmente como o "guardião do mito", recebendo a tarefa de escrever a "bíblia" do programa, delineando os personagens e as informações adicionais, e garantir que o mundo que se estava construindo permanecesse consistente. Nesse cargo, Benioff e Weiss pediram que ele escrevesse o tratamento do quarto episódio. Acreditando que era apenas um exercício e que o roteiro seria eventualmente reescrito por um roteirista profissional, Cogman completou o roteiro que se tornaria o episódio 4.
Os capítulos do livro abrangidos no episódio são: Bran IV (com exceção de algumas páginas que foram incluídas no episódio anterior), Eddard V, Jon IV, Eddard VI, Catelyn V, Sansa II e Daenerys IV. Entre as cenas criadas para a série, estão as conversas entre Tyrion e Theon, Sansa e Septã Mordane, Doreah e Viserys, Jory Cassel e Jaime, Jon e Samwell e Eddard e Cersei. O personagem de Sor Alliser Thorne recebe mais profundidade ao se justificar suas ações com os novos recrutas, e uma versão subjulgada do sonho de Bran é incluída.

### Seleção de elenco
O episódio introduz o personagem de Samwell Tarly, o novo recruta da Patrulha da Noite, auto-assumido um covarde. O papel foi para John Bradley, o primeiro trabalho profissional do ator depois de se formar na The Manchester Metropolitan School of Theatre. A cena usada nos testes pertencia a "Cripples, Bastards, and Broken Things", com Sam explicando a Jon como seu pai o forçou a vestir Negro. De acordo com o autor do livro e co-produtor executivo da série, George R. R. Martin, Bradley fez "uma interpretação de tirar o fôlego".
O autor australiano Conan Stevens, com uma altura de 2,14 m, aparece como o gigante cavaleiro Sor Gregor Clegane, conhecido nos Sete Reinos como "a Montanha". Stevens procurou se juntar ao elenco da produção quando a HBO começou a desenvolver Game of Thrones. Já que o personagem de Gregor Clegane, o papel que ele acreditava ser o mais adequado para ser porte físico, não aparece no piloto, ele fez o teste para Khal Drogo na esperança de ser notado pela equipe de seleção de elenco. De fato, apesar do papel de Khal Drogo ter ficado com Jason Momoa, Stevens acabou sendo escolhido para o papel do irmão Clegane mais velho.
Outros papéis recorrentes que fazem sua primeira aparição em "Cripples, Bastards, and Broken Things" incluem Dominic Carter como Janos Slynt, Jerome Flynn como o mercenário Bronn e Joe Dempsie como o aprendiz de ferreiro Gendry. O personagem de Gendry foi envelhecido consideravelmente em relação aos livros.

### Filmagens

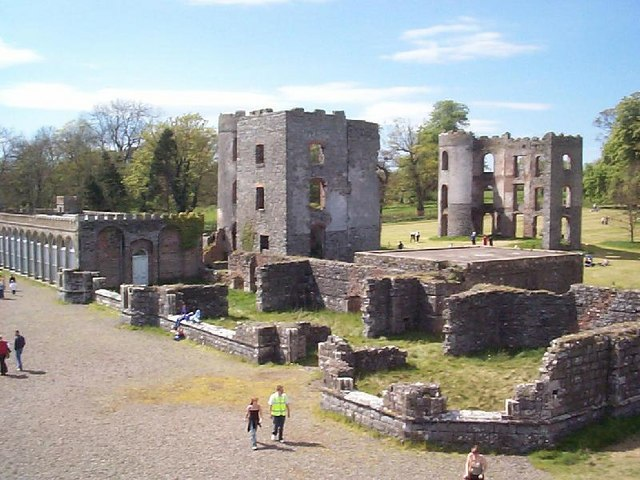
As cenas dor Torneio da Mão foram filmadas no Castelo de Shane.

O episódio foi filmado no The Paint Hall, um estúdio em Belfast, e em locações na Irlanda do Norte. As cenas que se passam no Castelo Negro começaram a ser filmadas em um grande cenário exterior construído em uma pedreira abandonada de Magheramorne. Os terrenos do arruinado Castelo de Shane foram usados como locação para o Torneio da Mão, e a área conhecida como Sandy Brae, no sopé das Montanhas Mourne, foi usada como locação para a entrada da cidade de Vaes Dothrak.

## Recepção

### Audiência
"Cripples, Bastards, and Broken Things" atraiu 2.5 milhões de espectadores em sua primeira exibição, um pequeno aumento em relação aos 2.4 milhões de espectadores do episódio anterior. Incluindo sua reprise, o número total para a noite foi de 3.1 milhões, igualando os números atingidos pelo episódio anterior.

### Crítica
"Cripples, Bastards, and Broken Things" foi recebido com resenhas muito boas pelos críticos. Todd VanDerWerff, da A.V. Club, deu ao episódio uma nota A-, e Maureen Ryan da TV Squad deu 70/100.
VanDerWerff afirmou que esse era seu episódio favorito até o momento, "uma hora que simultaneamente parece mais propulsiva e mais relaxada que as últimas três". Ele admitiu que a melhor parte foi dada a exposição, com muitos monólogos para os personagens exporem suas motivações e pensamentos. Em sua opinião, isso foi feito de forma talentosa e eficaz.
Das diferentes narrativas do episódio, muitos críticos concordaram em indicar que as melhores foram as da Muralha. Myles McNutt da Cultural Learnings escreveu que "o período de Jon Snow na Muralha é talvez minha locação central favorita daquelas já introduzidas na série, e em grande parte devido ao trabalho feito nesse episódio", e Maureen Ryan afirmou que "elas foram excepcionalmente bem atuadas e escritas. John Bradley é uma exelente adição como Samwell Tarly, e eu continuo a ficar impressionada com a carismática interpretação de Kit Harington como Jon". Além das atuações e do roteiro, ambos concordaram que uma das razões das cenas da Patrulha da Noite funcionarem tão bem reside no fato de ser mais fácil se conectar com a história de um grupo de novos recrutas se unindo sob um treinador rude que tenta prepará-los para um perigo maior.
A cena final foi elogiada por Alan Sepinwall da HitFix, destacando a atuação de Michelle Fairley enquanto Catelyn reúne aliados para prender Tyrion.